# SFJ MB 4
Der Triebwagen SFJ MB 4 wurde von der Sydfyenske Jernbaneselskab (SFJ) für den Betrieb auf ihren dänischen Privatbahnstrecken beschafft.

## Geschichte
Für den Personenverkehr auf ihren Strecken beschaffte die Gesellschaft zur Einsparung von lokomotivgeführten Zügen 1929 einen vierachsigen Triebwagen mit zwei Drehgestellen. Lieferant war die dänische Lokomotivfabrik Scandia A/S in Randers. Das Fahrzeug hatte die Fabriknummer 2329, die Auslieferung erfolgte im Juni 1929.
Er wurde als Kielervogne bezeichnet. Bei ihm war die Antriebsanlage, die von Deutsche Werke Kiel (DWK) geliefert wurde, in einem eigenen Rahmen zwischen den Drehzapfen aufgehängt, um Vibrationen vom Wagenkasten fernzuhalten.

## Technische Ausstattung
Der Triebwagen hatte einen Benzinmotor und ein mechanisches Viergang-Getriebe. Er war mit einer Druckluftbremse ausgestattet.

## DSB MBF (II) 484
Durch die Übernahme der Sydfyenske Jernbaner am 1. April 1949 durch Danske Statsbaner (DSB) wurden deren Fahrzeuge zur Verwendung an die Staatsbahnen übertragen. Der Triebwagen erhielt die Baureihenbezeichnung MBF (II) und die Betriebsnummer 484.
Er wurde 1949 bei Scandia modernisiert. Er erhielt einen Sechszylinder-Hercules-Dieselmotor, ferner wurde ein Gepäckraum eingebaut, durch den sich die Sitzplatzanzahl reduzierte. Anschließend wurde er bis 1955 von Fåborg aus eingesetzt, 1958 wurde er als Triebwagen ausgemustert.

## NFJ MH 9
1958 erfolgte der Verkauf ohne Motor an die Nordfynske Jernbane zur Bedienung der Bahnstrecke Odense–Otterup–Bogense. Dort erhielt er die Bezeichnung NFJ MH 9.
Die Ausmusterung erfolgte 1966, im gleichen Jahr wurde das Fahrzeug verschrottet.